# Brasa

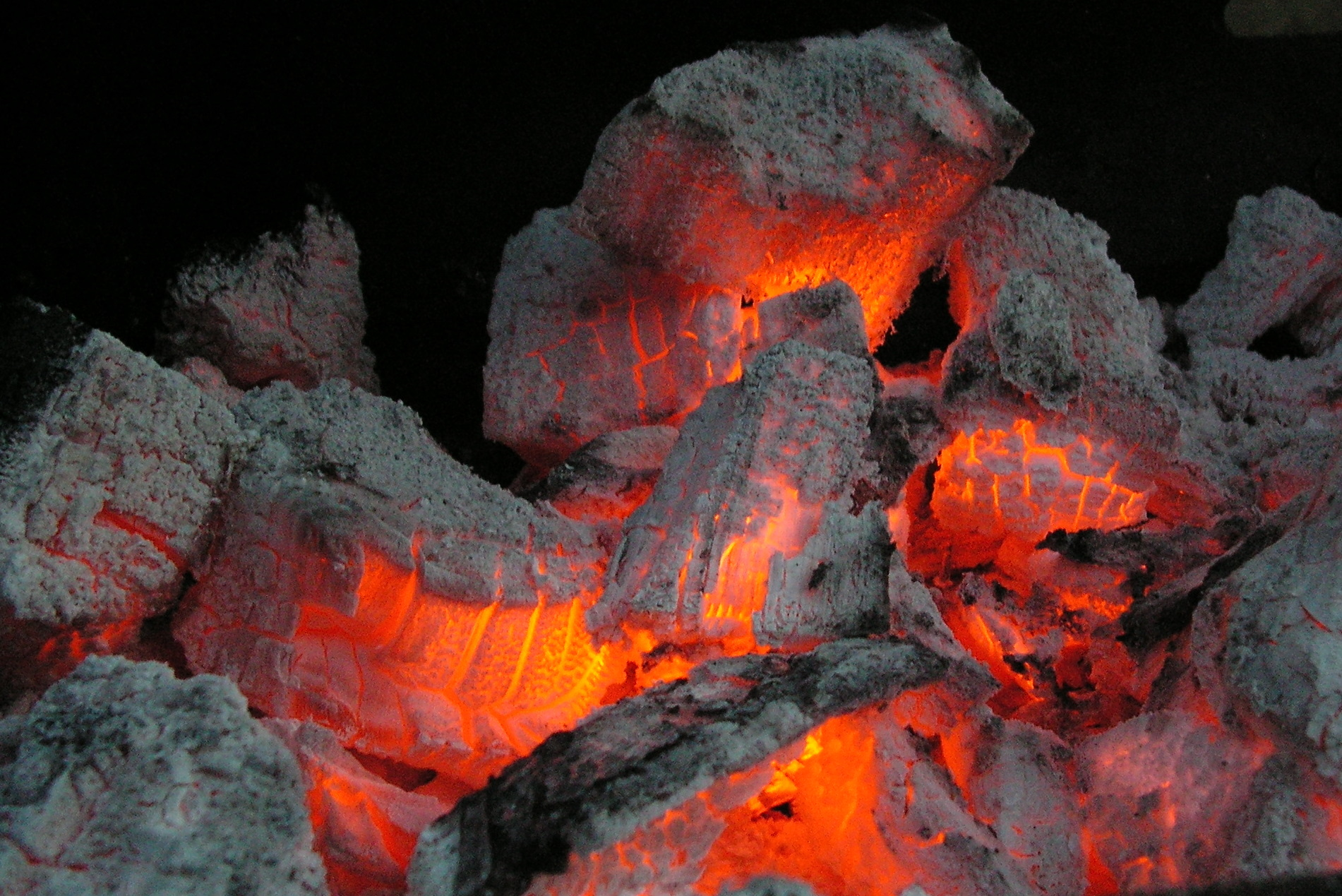
Brasas en plena tarea de emisión de calor.

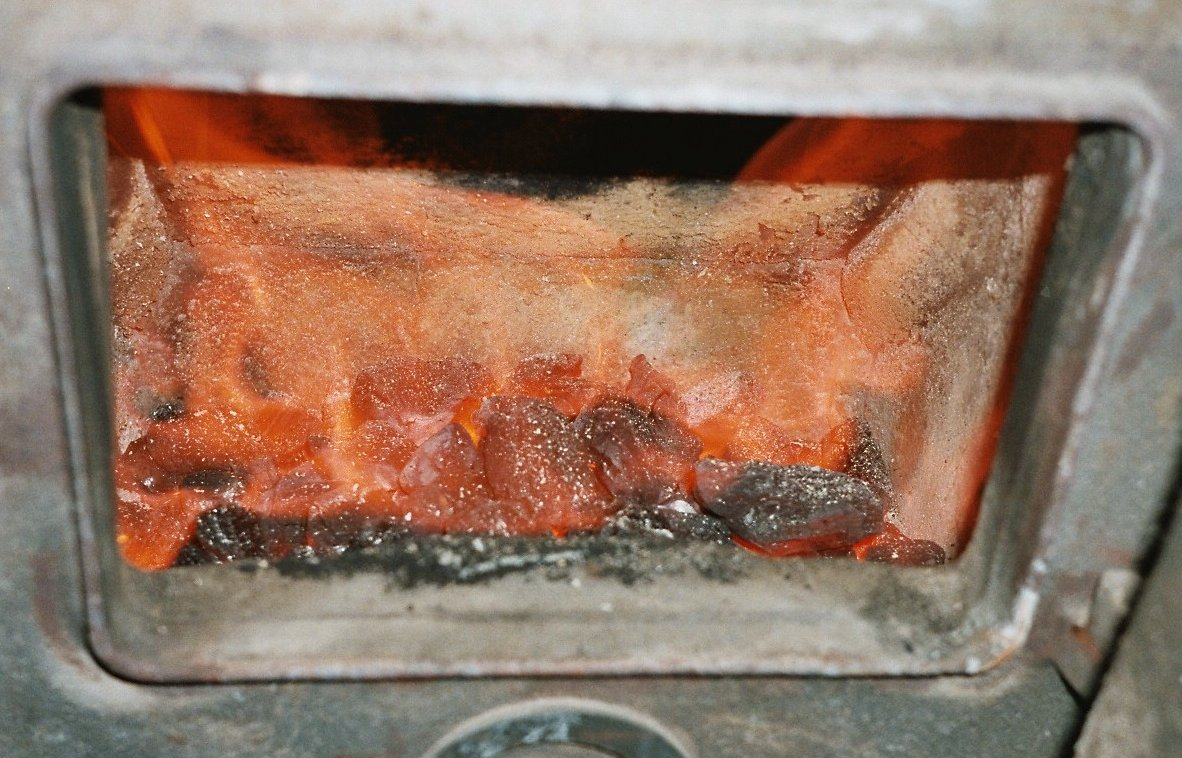
Brasas calentando un horno.

La brasa es el resultado de los momentos finales de combustión de la madera. Esto es, cuando un fuego ha desaparecido y se ha apagado la llama quedando solo la incandescencia. El calor que transmiten las brasas es por radiación.  

## Proceso de generación
Se suele emplear para su generación una madera de tamaño grueso que sea capaz de combustionar bien durante el fuego, hasta llegar al instante en que produzca unas buenas brasas: caracterizado por haber una disminución de la llama. La duración de las brasas hasta convertirse en ceniza dependerá en gran parte de la dureza y calidad de la madera empleada en el fuego.
También se pueden obtener brasas a partir de otros combustibles sólidos, como por ejemplo el carbón o leñas artificiales (mayormente utilizadas para la calefacción) para utilizarlas en la cocción de alimentos, es importante dejar que el fuego desaparezca, para evitar así que se propague llama y se arrebate el cocimiento.
La temperatura de las brasas alcanza los 800 °C y las brasas anaranjadas son más calientes que las brasas rojo oscuro. Las brasas tienen un calor homogéneo que es más duradero diferente al de las llamas.

## Usos de las brasas
Uno de los empleos más conocidos y populares es gastronómico, en los asados y barbacoas, forma parte esencial de los diferentes empleos que se hacen en las cocinas internacionales. No obstante existen aplicaciones domésticas en el calentamiento de chimeneas y hornos

### Barbacoas
Normalmente, para preparar un asado se debe mantener la brasa a unos 25 centímetros de la parrilla (depende también de la cantidad), manteniendo la mayor cantidad de brasas a los lados de la parrilla, y así evitar que se queme. A esta forma de cocinar también se le denomina barbacoa, y representa la manera adecuada de cocción del asado rioplatense.

## Usos populares

### Hogueras de San Juan
En las Hogueras de San Juan es muy conocida la tradición de quemar muebles viejos en una hoguera hecha en medio del pueblo. Tras la hoguera, hay gente que carga con un conocido a cuestas y pasa andando sobre las brasas.